# Hellinsia devriesi
Hellinsia devriesi es una polilla de la familia Pterophoridae. 

## Distribución
Se encuentra en las Islas Galápagos.

## Descripción
Su envergadura es de 17 a 18 mm. Las antenas tienen escalas de color marrón amarillento y pálido. La cabeza es de color marrón, pero con blanco como una delgada fila entre las antenas. El tórax es de color amarillo marrón por delante y hacia atrás más pálido. Las alas anteriores son de color marrón amarillento, con manchas marrones oscuras. Las alas posteriores y sus márgenes son uniformemente marrón grisáceo.
Los adultos se han avistado en noviembre y diciembre.
Las larvas se alimentan de Ipomoea setifera, Ipomoea tiliacea y Merremia umbellata.

## Etimología
Esta especie debe su nombre al profesor T.J. De Vries, de la Pontificia Universidad Católica del Ecuador en Quito, que recogió el tipo de series.